# 河野美代子
河野 美代子（こうの みよこ、1947年4月2日 - ）は、日本の政治活動家・医師。
ボランティア団体「広島エイズ・ダイヤル」代表。河野セクシャリティー医学研究所所長。

## 経歴
広島生まれ。1960年、広島市立観音小学校卒業。1963年、観音中学校卒業。1966年、県立観音高校卒業。
1972年、広島大学医学部卒業。同大学医学部産科婦人科学教室入局。
1981年、医療法人あかね会土谷総合病院産婦人科部長。
1990年、河野産婦人科クリニック（広島市中区紙屋町）を開業。
2007年、第21回参議院議員通常選挙に無所属で広島県選挙区から立候補するも落選。

## 受賞
- 1989年 - エイボン教育賞受賞[1]
- 2011年 - 日本家族計画協会長賞受賞[1]
- 2013年 - 厚生労働大臣表彰[1]

## 政治活動
- 「男女平等を憲法から消すな! 憲法24条の改悪を許さない共同アピール」よびかけ人。
- みこし連代表世話人として、秋葉忠利広島市長の三期連続当選に尽力。

## 主張
- 選択的夫婦別姓制度は導入するべき。

## 著作
- 『さらば、悲しみの性 産婦人科医の診察室から』（高文研） 1985、のち改題『さらば悲しみの性　高校生の性を考える』（集英社文庫） 1999
- 『ティーンズ・ボディQ&A 体の悩みにお答えします』（東山書房） 1995、のち学陽文庫
- 『気がかりなんだ』（第一学習社） 1993
- 『いのち・からだ・性　河野美代子の熱烈メッセージ』（高文研） 1998
- 『産婦人科の窓口から 今だからこそ伝えたい! 河野美代子の熱烈トーク 「思春期」から「更年期」まで 』（十月舎） 2005
- 『「産婦人科医」河野美代子の更年期ダイアリー』（高文研） 2006
- 『いま〈生きる底力〉を子どもたちに! 性教育バッシングに物申す 「産婦人科医」河野美代子の熱烈エッセイ』（十月舎） 2007
- 『続・いま“生きる底力”を子どもたちに! 性教育バッシングに物申す 「産婦人科医」河野美代子の熱烈エッセイ&トーク』（十月舎） 2008

## 共著
- 『思春期ガイド 性と自立へのステップ』（村瀬幸浩共著、十月舎） 2001
- 『初めてのsex あなたの愛を伝えるために』（永田由紀子共著、集英社文庫） 2001

## 動画
- 教材『からだのノート』(花王)[3]